# Whitwell (Isla de Wight)
Whitwell es una localidad situada en la autoridad unitaria de Isla de Wight, en Inglaterra (Reino Unido), con una población estimada a mediados de 2016 de 632 habitantes.
Se encuentra ubicada al sur de la región Sudeste de Inglaterra, en el canal de la Mancha frente a la ciudad de Southampton.